# Pseudotelfúsids
Els pseudotelfúsids (Pseudothelphusidae) són una família de crustacis decàpodes de l'infraordre Brachyura que viuen en aigües dolces de les muntanyes i àrees neotropicals entre els 300 i 3.000 m d'altitud en les Antilles, Centreamèrica i Sud-amèrica. Posseeixen pseudopulmons a més de brànquies, la qual cosa els permet estar més temps fos de l'aigua que altres crancs.
Diverses espècies tenen importància com a recurs alimentari humà, però és necessari que estiguin ben cuinats, ja que poden ser hostes secundaris del paràsit Paragonimus, un trematode que infesta els pulmons dels éssers humans i que pot contreure's consumeix el cranc cru o mal bullit.

## Gèneres
- Allacanthos Smalley, 1964
- Achlidon Smalley, 1964
- Brasiliothelphusa Magalhães & Türkay, 1986
- Camptophallus Smalley, 1965
- Chaceus Pretzmann, 1965
- Disparithelphusa Smalley & Adkinson, 1984
- Ehecatusa Ng & Low, 2010
- Eidocamptophallus Rodríguez & Hobbs, 1989
- Elsalvadoria Bott, 1967
- Epilobocera Stimpson, 1860
- Eudaniela Pretzmann, 1971
- Fredius Pretzmann, 1967
- Guinotia Pretzmann, 1965
- Hypolobocera Ortmann, 1897
- Kinglseya Ortmann, 1897
- Lindacatalina Pretzmann, 1977
- Lobithelphusa Rodríguez, 1982
- Martiana Rodríguez, 1980
- Microthelphusa Pretzmann, 1968
- Moritschus Pretzmann, 1965
- Neoepilobocera Capolongo & Pretzmann, 2002
- Neopseudothelphusa Pretzmann, 1965
- Neostrengeria Pretzmann, 1965
- Odontothelphusa Rodríguez, 1982
- Oedothelphusa Rodríguez, 1980
- Orthothelphusa Rodríguez, 1980
- Phallangothelphusa Pretzmann, 1965
- Phrygiopilus Smalley, 1970
- Potamocarcinus H. Milne-Edwards, 1853
- Prionothelphusa Rodríguez, 1980
- Pseudothelphusa Saussure, 1857
- Ptychophallus Smalley, 1964
- Raddaus Pretzmann, 1965
- Rodriguezus Campos & Magalhães, 2005
- Smalleyus Alvarez, 1989
- Spirothelphusa Pretzmann, 1965
- Strengeriana Pretzmann, 1971
- Tehuana Rodríguez & Smalley, 1969
- Typhlopseudothelphusa Rioja, 1952
- Villalobosius Ng & Low, 2010